# Steinkjer
Steinkjer [ˈstæɪnˈçær]IPA je správní město kraje Trøndelag v Norsku.
Ves Steinkjer byla původně částí obce Stod, v roce 1857 byla prohlášena městem, následovně 23. ledna 1858 se vyčlenila ze Stodu. Město postupně rostlo a 1. ledna 1964 byly k Steinkjeru připojeny obce Beitstad, Egge, Kvam, Ogndal, Sparbu a Stod.
Město přečkalo dvě velké katastrofy v moderní historii. Nejprve v roce 1900 stihl Steinkjer požár, celá jižní část města lehla popelem. Podruhé bylo město zničeno leteckými nálety 20. a 21. dubna 1940. Nálet zničil mnoho historických budov nevyčíslitelné hodnoty, například steinkjerský kostel.
V okolí města se nacházejí skalní rytiny, kamenné mohyly a kamenné lodě.